# Manaf
Manaf (arab. مناف) – jeden z przedislamskich bogów Mekki. Jego wyobrażenie było fizycznie adorowane przez kobiety, którym jednak podczas miesiączkowania wzbronione było zbliżanie się do niego.